# ستاد الأمير هاشم
ستاد الأمير هاشم بن الحسين هو ملعب يقع في مدينة الرمثا في محافظة إربد في المملكة الأردنية الهاشمية ، يتسع الملعب إلى 5000 متفرج وتقام عليه عدد من مباريات الدرجة الأولى في الأردن ومباريات نادي الرمثا.